# Marquesado de Villapanés
El marquesado de Villapanés  es un título nobiliario español creado por el rey Carlos II el 23 de agosto de 1700 a favor de Juan Lorenzo Panés y Condan, de origen genovés, naturalizado en 1689 desde Jerez de la Frontera en Cádiz, donde ejerció el comercio con América como cargador a Indias. Recibió la Grandeza de España por Real Despacho de Fernando VII en 1817 Miguel María Panés y González de Quijano.

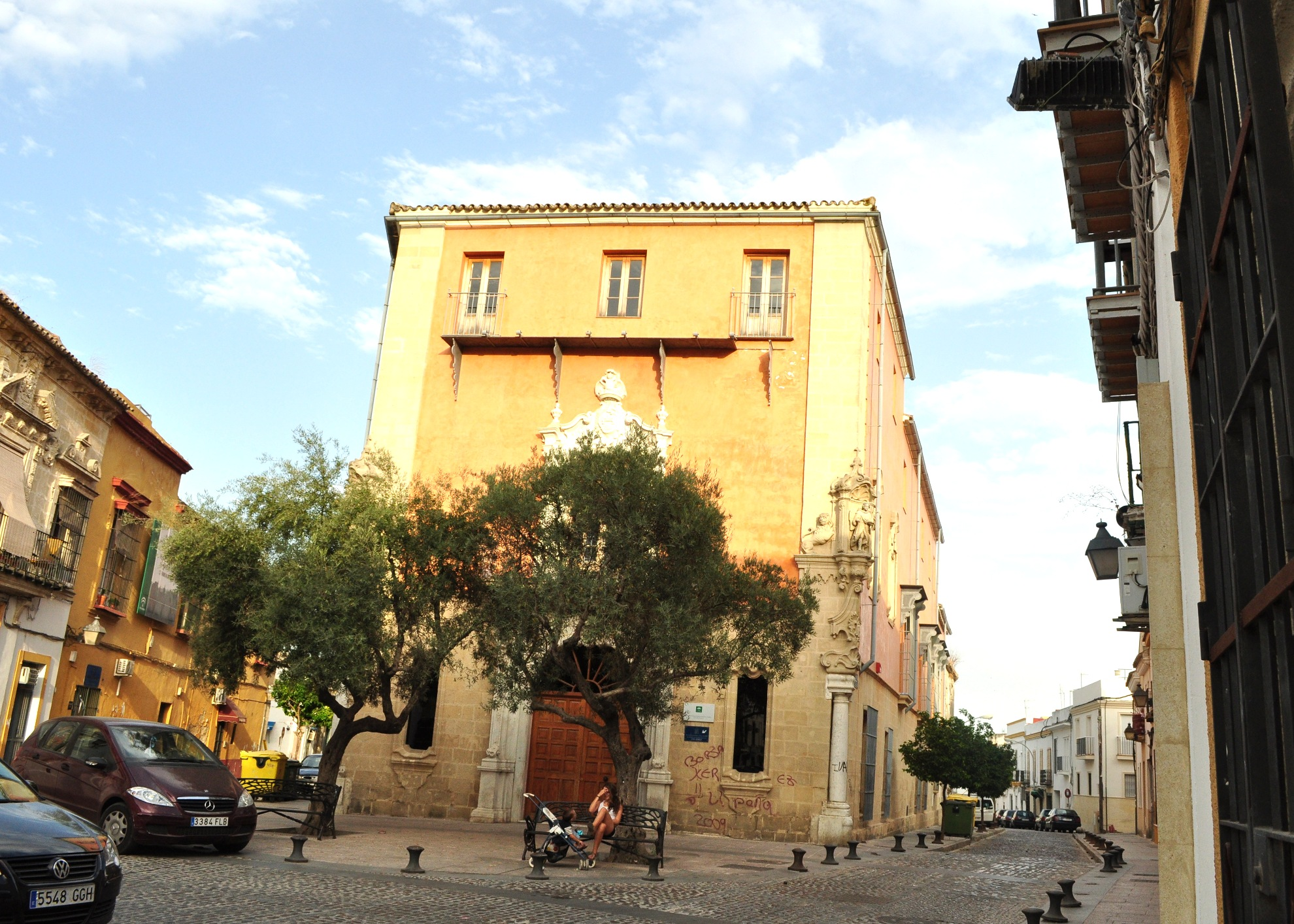
Palacio de los marqueses
en Jerez de la Frontera

## Marqueses de Villapanés

Escudo patrilineal casa de Estrada

- Juan Lorenzo Panés y Condan, i marqués de Villapanés (n. Cádiz, 1671). Casó con Micaela María Viganego y Alemán, nacida en Sevilla.
- Andres Panés y Viganego, ii marqués de Villapanés (n. Cádiz, 1728).
- Tomás Panés y Viganego, iii marqués de Villapanés (n. Cádiz, 1729). Casó con Petronila Pavón de Fuentes y Verdugo, hija de los marqueses de Casa Pavón.
- Miguel Andrés Panés y Pavón, iv marqués de Villapanés (n. Jerez, 1776). Casó tres veces y sólo de su segunda mujer Ana González de Quijano y Vizarrón tuvo descendencia.
- Miguel María Panés y González de Quijano, v marqués de Villapanés (n. Jerez 1828). Conocido por se un hombre con ideología y obras propias de la corriente de la Ilustración.[1]
- Juan de Dios Duque de Estrada y Villalon, vi marqués de Villapanés (n. Sevilla, 1773).
- Juan Antonio Duque de Estrada y González de Sepúlveda, vii marqués de Villapanés.[2]
- Juan Antonio Duque de Estrada y Cabeza de Vaca, viii marqués de Villapanés, viii marqués de Casa Estrada[3] y v marqués de Torre Blanca de Aljarafe. Casó con Mª. Consolación Moreno y Zuleta, Dama de la Reina Victoria Eugenia de Battenberg, hija del conde de los Andes.
- Juan Antonio Duque de Estrada y Moreno, ix marqués de Villapanés, ix marqués de Casa Estrada y vi marqués de Torre Blanca de Aljarafe. Casó con Mª. del Pilar Martorell y Tellez-Girón.
- Juan Antonio Duque de Estrada y Martorell, Moreno y Tellez-Girón, x marqués de Villapanés, x marqués Casa de Estrada y vii marqués de Torre Blanca de Aljarafe. Casó con Mª. de Lluc Dameto y Fortuny.